# La Gorge-Meillet
La Gorge-Meillet är en ort i departementet Marne.
La Gorge-Meillet är känd som fyndplats för en av de rikaste kända vagngravarna från tidig La Tène-tid. Utsträckt i en tvåhjulig stridsvagn var den döde jordad under flat mark och försedd med gravgods av vapen, redskap, smycken, kärl av brons och lergods samt rikligt med matvaror. Närmare jordytan låg ett andra skelett, som antagit härröra från en tjänare som fått följa sin herre i graven.

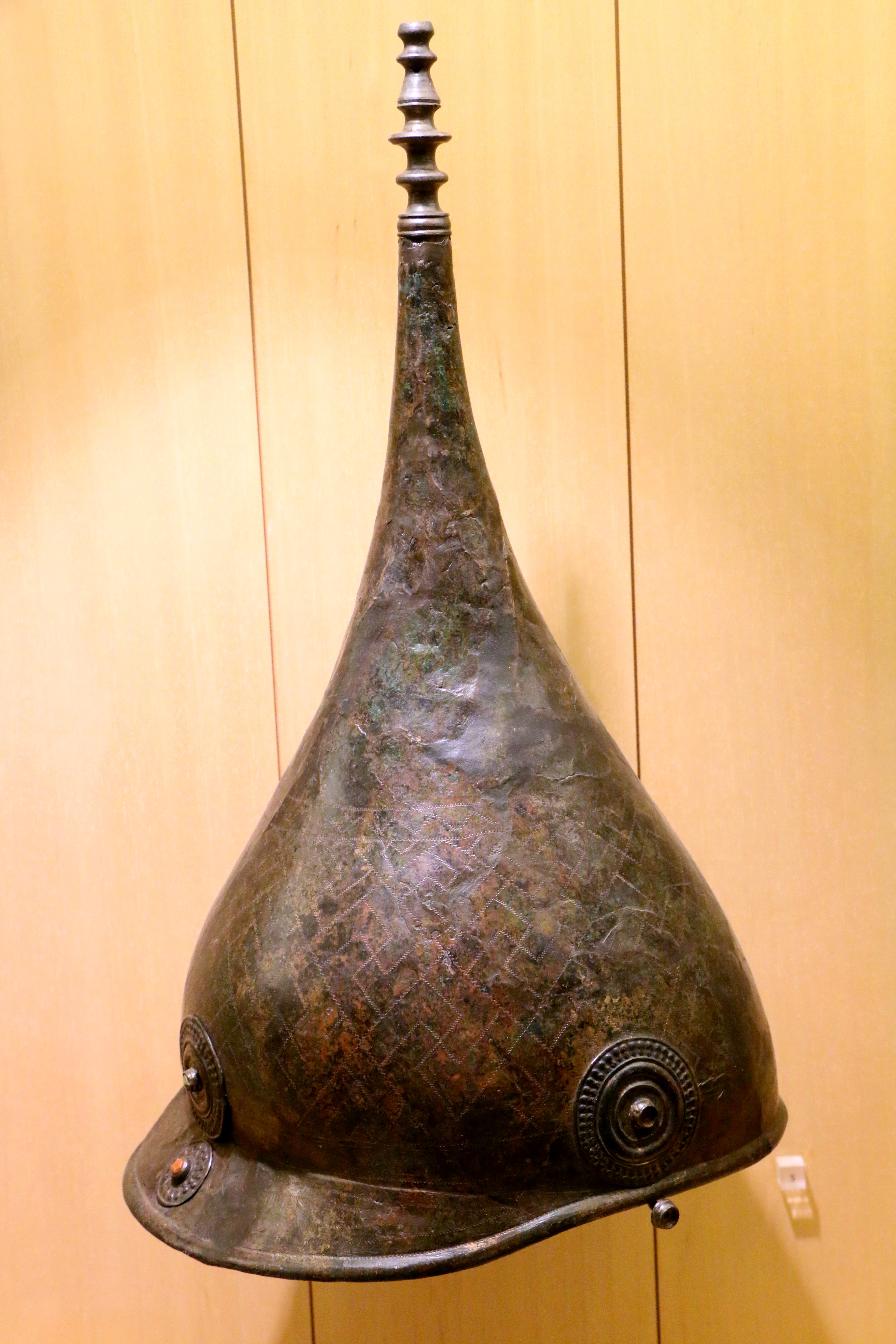
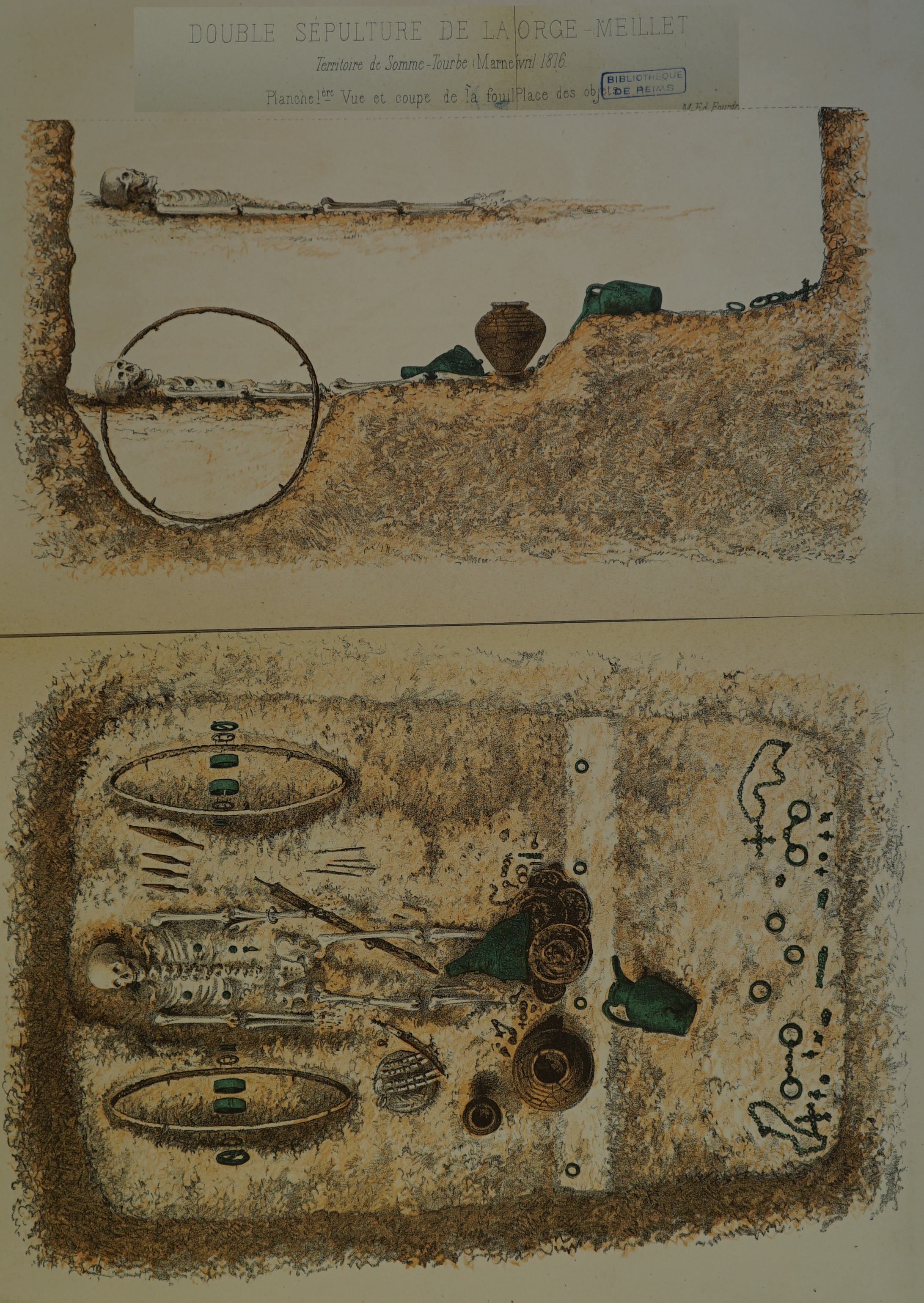
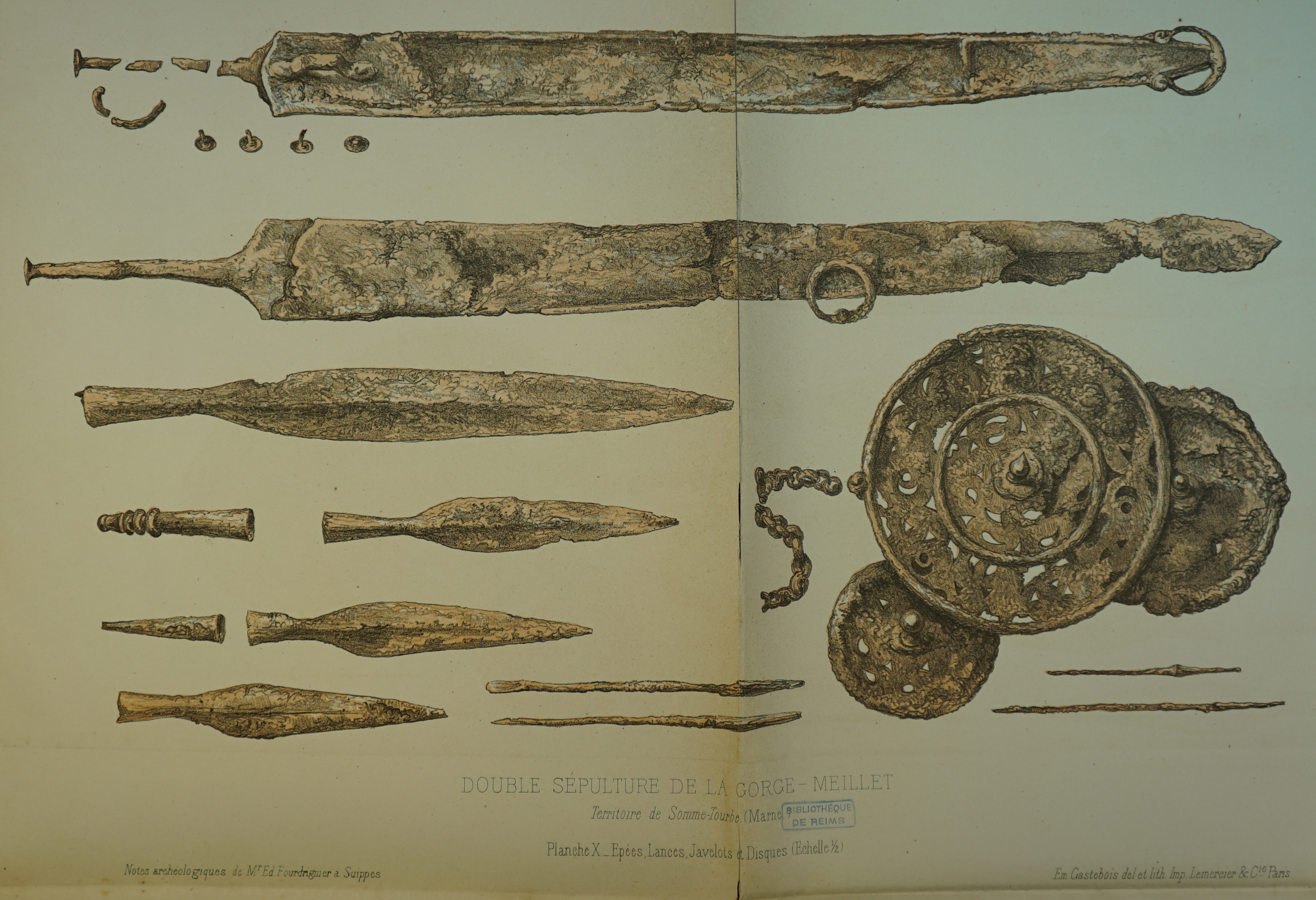